# Canton de Pontvallain
Le canton de Pontvallain est une ancienne division administrative française située dans le département de la Sarthe et la région Pays de la Loire.

## Géographie
Ce canton était organisé autour de Pontvallain dans l'arrondissement de La Flèche. Son altitude variait de 35 m (Mansigné) à 113 m (Cérans-Foulletourte) pour une altitude moyenne de 69 m.

## Histoire
De 1833 à 1848, les cantons de Mayet et de Pontvallain avaient le même conseiller général. Le nombre de conseillers généraux était limité à trente par département.

## Représentation

### Conseillers d'arrondissement (de 1833 à 1940)
| Période                                  | Période | Identité                     | Étiquette | Qualité |
| ---------------------------------------- | ------- | ---------------------------- | --------- | --- |
| 1833                                     |         | Vincent Dagoreau (1778-1837) |           | Notaire, juge de paix à Pontvallain                                                                         |
|                                          |         |                              |           | |
| 1919                                     |         | Émile Pottier                | Radical   | Propriétaire, maire de Cérans-Foulletourte                                                                  |
| 1940                                     |         |                              |           | Les conseils d'arrondissement ont été suspendus par la loi du 12 octobre 1940 et n'ont jamais été réactivés |
| Les données manquantes sont à compléter. |         |                              |           | |

### Conseillers généraux de 1833 à 2015
| Période      | Période      | Identité                                                   | Étiquette                | Qualité |
| ------------ | ------------ | ---------------------------------------------------------- | ------------------------ | --- |
| 1833         | 1842         | Joseph Papigny (1796-1877)                                 |                          | Avoué, adjoint au maire de La Flèche                                                                                                   |
| 1842         | 1848         | Théobald Piscatory (1800-1870)                             | Majorité gouvernementale | Député d'Indre-et-Loire (1832-1842 et 1849-1851), pair de France                                                                       |
| 1848         | 1861         | François Théodore Latouche                                 |                          | Maire de La Flèche |
| 1861         | 1866 (décès) | Ambroise de La Porte de la Thébaudière                     |                          | Ancien garde d'honneur, agriculteur, maire d'Oizé (1830-1866)                                                                          |
| 1866         | 1871         | Maurice Léger Graffin                                      |                          | Ingénieur agronome, maire du Grand-Lucé puis maire de Pontvallain, propriétaire du château des Touches                                 |
| 1871         | 1885 (décès) | Auguste Galpin                                             | Centre gauche            | Médecin, maire de Pontvallain, député (1876-1884)                                                                                      |
| 1885         | 1886         | Alexandre Bourge                                           |                          | Maire de Requeil |
| 1886         | 1893 (décès) | Pierre Casimir Choplin                                     | Républicain              | Notaire à Yvré-le-Pôlin |
| 1893         | 1921 (décès) | Alfred Sarcé                                               | Républicain              | Propriétaire à Yvré-le-Pôlin |
| 1921         | 1924 (décès) | Paul Balluet d'Estournelles, baron de Constant de Rebecque | Républicain              | Diplomate, député (1895-1904), sénateur (1904-1924), maire de Clermont-Créans (1900-1924), ancien conseiller général du canton du Lude |
| 1924         | 1927 (décès) | François Degoullet                                         | Rad.                     | Directeur honoraire d'école primaire, suppléant au juge de paix de Pontvallain                                                         |
| 1927         | 1940         | Pierre Chapin                                              | Rad.                     | Négociant, maire d'Yvré-le-Pôlin |
|              |              |                                                            |                          | |
| 1943         | 1944         | Maxime Gasse (1886-1944)                                   | ?                        | Éleveur de chevaux, maire de Mansigné, nommé conseiller départemental en 1943                                                          |
|              |              |                                                            |                          | |
| 1945         | 1956 (décès) | Marcel Basille (1897-1956)                                 | SFIO                     | Épicier, maire de Pontvallain |
| 28 août 1956 | 1976         | Gustave Leroy                                              | SFIO puis DVG            | Cultivateur, maire d'Oizé |
| 1976         | 1993 (décès) | Roland Boussard (1935-1993)                                | DVD                      | Maire de Mansigné |
| 1993         | 2015         | Gérard Véron                                               | UMP                      | Exploitant agricole, maire de Cérans-Foulletourte (1983-2008), président de la communauté de communes de Pontvallain                   |

Le canton participe à l'élection du député de la troisième circonscription de la Sarthe.

## Composition

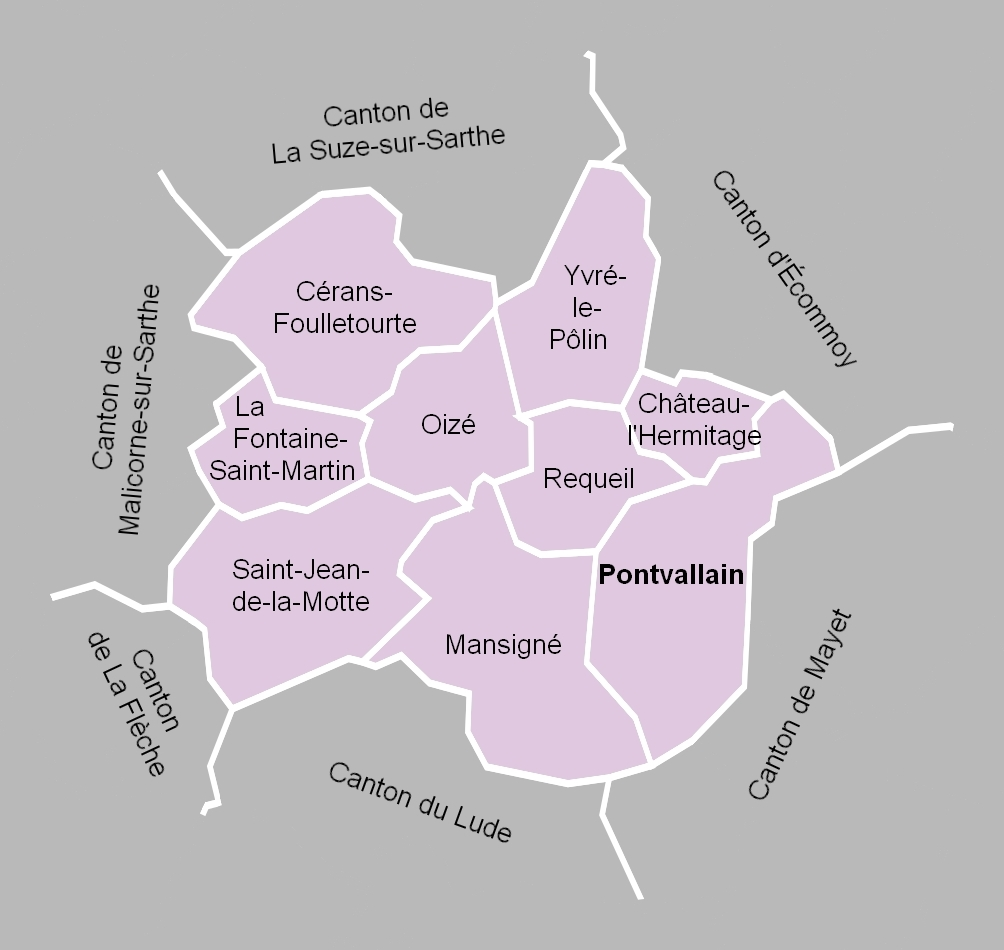
La carte des communes du canton. Les cantons limitrophes étaient ceux de La Suze-sur-Sarthe, d'Écommoy, de Mayet, du Lude, de La Flèche et de Malicorne-sur-Sarthe.

Le canton de Pontvallain comptait 12 703 habitants en 2012 (population municipale) et regroupait neuf communes :
- Cérans-Foulletourte ;
- Château-l'Hermitage ;
- La Fontaine-Saint-Martin ;
- Mansigné ;
- Oizé ;
- Pontvallain ;
- Requeil ;
- Saint-Jean-de-la-Motte ;
- Yvré-le-Pôlin.

À la suite du redécoupage des cantons pour 2015, toutes les communes sont rattachées au canton du Lude.
Contrairement à beaucoup d'autres cantons, le canton de Pontvallain n'incluait aucune commune supprimée depuis la création des communes sous la Révolution.

## Démographie
| 1962  | 1968  | 1975  | 1982  | 1990  | 1999  | 2006   | 2011   | 2012   |
| ----- | ----- | ----- | ----- | ----- | ----- | ------ | ------ | ------ |
| 8 034 | 7 727 | 8 332 | 9 519 | 9 502 | 9 931 | 11 620 | 12 647 | 12 703 |